# SDN (네트워크)
SDN(System Development Network)은 대한민국 최초의 원거리 컴퓨터 네트워크로서 TCP/IP 프로토콜을 사용하였다. 대한민국 최초의 원거리 데이터 전송은 1982년 5월, 구미 소재의 한국 전자기술연구소(KIET)와 서울대학교 사이에서 이루어졌다. 두 기관에 설치된 UNIX 머신이 현재 인터넷 프로토콜인 TCP/IP 프로토콜로 연결되고, 파일교환과 이메일 등 현재에도 널리 사용되는 인터넷 응용 프로그램을 통해 교신했기 때문에 이 교신을 대한민국 인터넷의 효시로 볼 수 있다. 동시에 이는 TCP/IP 프로토콜을 이용한 아시아 최초의 원거리 교신이었다.
SDN 구축은 당시 한국 전자기술연구소(KIET, 현재 ETRI로 통합)가 수행한 컴퓨터 아키텍처 개발계획의 일환으로 추진되었고, 원거리에 위치한 연구소나 대학, 기업의 연구조직들 사이의 정보 교환을 용이하게 하기 위한 목적을 가지고 있었다. SDN 구축 계획을 발의하고 주도한 전길남은 당시 한국 전자기술연구소 소속의 컴퓨터 아키텍처 개발계획의 책임자였다. 
1982년 5월의 첫 교신을 시작으로 TCP/IP를 주축으로 하는 대한민국 최초의 연구개발망인 SDN이 가동되기 시작했으며, SDN은 1990년 중반까지 대한민국 대부분의 대학 및 연구소를 상호연결하였다. 또한, 1986년부터는 당시 미국의 인터넷이었던 NSFNET을 포함한 해외 주요 네트워크와 연동함으로써 전세계 연구개발자들과 정보를 교환하고 협력하는 연구 풍토를 만드는데 중요한 역할을 하였다. 컴퓨터 및 네트워크 기술 분야의 연구개발자들의 네트워크 성격이 강했던 당시의 다른 컴퓨터 네트워크들과 마찬가지로 SDN 사용자들도 정보의 공유 및 상호기여의 원칙을 중요하게 생각하였다. 
1983년부터 KAIST SALAB(System Architecture LABoratory)이 담당한 SDN 운영센터는 1990년 한-미간 전용선을 이용한 인터넷인 ‘하나망’이 구축되면서 KT 전산센터로 이관되었고, 1990년대 중반 상용 인터넷 서비스가 등장하면서 그 역할을 인터넷 서비스 사업자(ISP)들에게 넘겨주었다. SDN은 1990년대 이후, 상용 인터넷 서비스 및 초고속인터넷 서비스로 이어지고, 온라인 게임, 인터넷 언론, 인터넷 쇼핑 등의 분야에서 주도적 역할을 할 전문가들을 키운 텃밭이었다.

## 참고 자료
- Kilnam Chon, Ed., ‘’An Asia Internet History - First Decade (1980~1990)’’, Seoul National University Press, Dec. 2013.
- Kilnam Chon, et al., ‘’A Brief History of the Internet in Asia’’, 2005.5.4/2012.3.8 revised.
- Kilnam Chon, et al., "A History of Computer Networking and the Internet in Korea," IEEE Communications Magazine, 2013.2.1.
- 안정배 기록, 강경란 감수, 한국 인터넷의 역사 - 되돌아보는 20세기 -, 서울, 블로터앤미디어, 2014년 8월 20일. ISBN 978-89-965929-6-9
- Cyrus Farivar, ‘’The Internet of Elsewhere: The Emergent Effects of a Wired World’’, Piscataway, NJ: Rutgers University Press, Apr. 2011.
- 박승규 외, “Computer Architecture 개발에 관한 연구,” 과학기술처 사업보고서, 1983.3.
- Kilnam Chon, SDN - Preliminary, KIET Internal Memo, Gumi, Korea, 1981.
- 정성권, “SNUCOM: SDN 서울대학교 호스트,” 2012년 5월.
- 한국인터넷역사프로젝트, 정성권 인터뷰.
- 차의영, 박승규, “System Development Network,” 한국정보과학회 1983년도 봄 학술발표논문집 제10권 2ㅔ1호, 1983년 4월, pp.109-114.
- 박현제, “세계 속의 한국 인터넷: 한국 인터넷의 역사,” 1995년 5월.
- John S. Quarterman and Josiah C. Hoskins, “Notable Computer Networks,” Communications of ACM, vol.29, no.9, Sep. 1986, pp.932-971.